# Bailando por un sueño (Chile)
Bailando por un sueño Chile fue un programa de televisión chileno producido por la productora chilena Lateral y transmitido por Canal 13, basado en la licencia internacional de la empresa mexicana Televisa, Bailando por un sueño y tercera versión chilena del programa mexicano del mismo nombre después de Baila! Al ritmo de un sueño y Bailando. 
Fue presentado por el presentador chileno Martín Cárcamo. El jurado estuvo compuesto, en primera parte, por las chilenas Francisca García-Huidobro, Carolina de Moras y Raquel Argandoña; y el argentino Aníbal Pachano. Además, contó con el BAR-SM, integrado por, en primera parte, la australiana Karen Connolly y el chileno Felipe Ríos, cuya función consistió en evaluar la técnica.
Con motivo de la pandemia de enfermedad por coronavirus de 2020, el 19 de marzo la dirección del programa decidió la suspensión temporal del programa dado que no se puede mantener el formato de galas que caracteriza al certamen de baile. La actividad en el programa y las Galas se retomarán en cuanto la situación mejore y se pueda realizar el programa con absoluta normalidad.
En la segunda etapa del programa, esto es, en su regreso tras el receso producto de la pandemia de enfermedad por coronavirus de 2020 se realizaron una serie de cambios.
El programa fue nuevamente suspendido luego de que uno de los miembros del equipo dio positivo por Covid-19.
El 18 de junio de 2020, debido a las denuncias por realizarse el programa en plena pandemia, y la poca viabilidad financiera, el programa fue cancelado definitivamente.

## Jurado
El jurado estuvo compuesto, en primera parte, por las chilenas Francisca García-Huidobro, Carolina de Moras y Raquel Argandoña; y el argentino Aníbal Pachano. Además, contó con el BAR-SM, integrado por, en primera parte, la australiana Karen Connolly y el chileno Felipe Ríos, cuya función consistió en evaluar la técnica.

### Participantes
| Famoso                                | Bailarín/a o Famoso | Estado                                    | Ritmo | Tiempo | Ref.  |
| ------------------------------------- | ------------------- | ----------------------------------------- | ----- | ------ | ----- |
| Américo Cantante                      | Bandera de Chile    |                                           |       | días   |       |
| Leandro Penna Modelo y chico reality  | Bandera de Chile    |                                           |       | días   |       |
| Felipe Vidal Periodista y presentador | Macarena Muñoz      |                                           |       | días   |       |
| Eyal Meyer Actor                      | Belén Larenas       | 1.ºs eliminados con el 15,8% de los votos |       | días   | [ 9 ] |